# Park im. św. Jana Sarkandra w Rybniku
Park im. św. Jana Sarkandra w Rybniku – park miejski w Rybniku położony w dzielnicy Śródmieście pomiędzy ulicami Gliwicką, Cegielnianą, ks. Rybnickiego i ks. Brudnioka. 

## Historia
Park położony jest na wzgórzu, dlatego potocznie nazywany jest parkiem „Na wzgórzu” lub „Na górce”. W parku rosną głównie dęby i jesiony. Do roku 1920 na terenie obecnego parku był czynny cmentarz. Zlikwidowano go około 1975 roku na polecenie władz partyjnych. Charakterystycznym obiektem położonym w parku jest pochodzący z poł. XV w. zabytkowy Kościółek Akademicki pw. Wniebowzięcia NMP, który do 1975 roku pełnił funkcje kaplicy cmentarnej.  Powierzchnia parku wynosi 16,5 tys. m².
Park wpisano do rejestru zabytków 21 sierpnia 2024 (nr rej. A/1426/24).